# 高橋千鶴子
高橋 千鶴子（たかはし ちづこ、1959年9月16日 - ）は、日本の政治家。日本共産党所属の元衆議院議員（7期）。元青森県議会議員（1期）。

## 略歴
秋田県能代市に生まれる。父は寿司屋になるため修業中で家に不在で母は新聞配りをしながら育てた。小学校入学と同時に小坂町にうつり、寿司屋を開業。町で一軒だけのすし屋だった。高校は県立大館桂高校。弘前大学を入学・卒業後、私立東奥女子高等学校教諭となる。
1983年（昭和58年）に日本共産党に入党。1991年（平成3年）の参議院補欠選挙を皮切りに、国政選挙に6回挑戦するものの、いずれも落選。1999年（平成11年）に青森県議会議員に初当選した。2003年（平成15年）11月9日の第43回衆議院議員総選挙に出馬し比例東北ブロックから初当選。2005年（平成17年）9月11日の第44回衆議院議員総選挙で2度目の当選、2009年（平成21年）8月30日の第45回衆議院議員総選挙で3度目の当選。2010年（平成22年）1月の第25回党大会で常任幹部会委員に選出された。
2006年（平成18年）の教育基本法をめぐる審議では、タウンミーティングのやらせの実態を告発した。
2011年12月14日に日本軍『慰安婦』問題解決全国行動が開催した韓国水曜デモ1000回アクション in Tokyoに参加した。
2012年（平成24年）の第46回衆議院議員総選挙では、比例東北ブロックでの出馬に対して、JAグループ青森（青森県内の農業協同組合で構成）の推薦を得た。環太平洋戦略的経済連携協定（TPP）交渉反対などの政策協定を結んだもので、農協による共産党国政候補推薦は初めてである上、同JAによる比例推薦は高橋（ただし拘束名簿方式のため政党名投票）のみである。また、青森県社労士会政治連盟からも推薦を得ている。
2014年の第47回衆議院議員総選挙では、長らく自由民主党を支持してきたJA系の全国的政治団体・全国農業者農政運動組織連盟（全国農政連）から初めての推薦を得た。日本共産党の機関紙しんぶん赤旗は、背景を米価暴落に手を打たず、戸別所得補償も半減させた自民党農政への失望感があり、米価対策やTPP参加阻止といった農業政策への期待感が強まった結果と分析している。
2024年の第50回衆議院議員総選挙では8期目を目指し立候補したが、共産党が1996年の比例代表制導入以来初めて比例東北ブロックで議席を確保できなかったため落選。

## 政策

### 受動喫煙問題
2017年10月に青森県タバコ問題懇談会が行った「タバコ問題アンケート」について下記のとおり回答している。
- 世界保健機関（WHO）が求める屋内全面禁煙の法制化について「法制化が実現する前に、県で公共的施設の屋内全面禁煙を定めた条例を制定する」
- たばこの価格をどの程度まで引き上げるかについて「1000円以上」
- 選挙事務所や集会・パーティー等における受動喫煙防止対策について「屋内全面禁煙にしている」

### 選択的夫婦別姓制度
選択的夫婦別姓制度の導入に賛成。
- 国会において、「強制的にどちらかの姓を届け出ることを法律で決めている日本は、（世界の中で）極めて例外的。別姓を認めている諸外国において、家族のきずなが軽視されている、そういう事実は聞いたことがない。国際結婚の場合であれば同じ日本人でも夫婦別姓が認められている。国際結婚の人たちは家族が壊れていますかといったら、もうそれだけで理屈は通らない。訴えている人たちの声には、やはりみずからの歴史・アイデンティティーを認めてほしいという気持ちがもちろんあるが、それだけではなく、実際にいろいろな不利益をこうむっている、そうしたこともこれまでも挙げてきた。通称使用や事実婚では、保育所や学校に提出する書類、貯金通帳や生命保険の受け取りに至るまで、さまざまな場面で不利益が生じている。」と述べている[13][14]。

### その他
- 憲法改正と集団的自衛権の行使に反対[15]。
- アベノミクスを評価しない[15]。
- 原発は日本に必要ない[15]。
- 村山談話、河野談話を見直すべきでない[15]。
- 首相は靖国神社に参拝すべきでない[15]。
- ヘイトスピーチの法規制に賛成[15]。
- 特定秘密保護法は日本に必要ない[15]。
- 安全保障関連法の成立を評価しない[12]。
- 北朝鮮問題への取り組みを評価しない[12]。
- 共謀罪法を評価しない[12]。
- 森友学園・加計学園問題への対応を評価しない[12]。
- 長期的に消費税率を10％よりも高くすることに反対[12]。
- 幼稚園・保育所から大学まで教育を無償化すべきだ[12]。
- 経済競争力を多少犠牲にしても格差是正を優先すべきだ[12]。
- 財政赤字は危機的水準であるので、国債発行を抑制すべきだ[12]。
- 所得や資産の多い人に対する課税を強化すべきだ[12]。
- 男性同士、女性同士の結婚を法律で認めるべきだ[12]。
- 被選挙権を得られる年齢を引き下げるべきだ[12]。
- 一人親家庭やDINKsなど家族の形は多様でよい[12]。
- 非核三原則を堅持すべきだ[12]。

## 人物
- 趣味はイラストを書くこと、軟式テニス[1]。大学生時代に漫画同好会設立に関わっており、本人のサイトにも自筆イラストを掲載。

## 年表
- 1959年（昭和34年）9月16日：秋田県能代市で生まれる。
- 1972年（昭和47年）3月：秋田県鹿角郡小坂町立小坂小学校を卒業する。
- 1975年（昭和50年）3月：秋田県鹿角郡小坂町立小坂中学校を卒業する。
- 1978年（昭和53年）3月：秋田県立大館桂高等学校を卒業する。
- 1982年（昭和57年）3月：弘前大学人文学部を卒業する。
- 1983年（昭和58年）2月：日本民主青年同盟に加盟する。
- 1983年（昭和58年）11月：日本共産党に入党する。
- 1991年（平成3年）2月：参議院青森県選挙区補欠選挙に出馬、落選。これ以降、6回の国政選挙で立候補したが、いずれも落選。
- 1999年（平成11年）4月11日：青森県議会議員選挙に、初当選する。
- 2003年（平成15年）11月9日：第43回衆議院議員総選挙、比例東北ブロックで初当選。
- 2005年（平成17年）9月11日：第44回衆議院議員総選挙、比例東北ブロックで再選。
- 2009年（平成21年）8月30日：第45回衆議院議員総選挙、比例東北ブロックで3回目の当選。
- 2010年（平成22年）：第二回中央委員会総会で常任幹部会委員に選出。
- 2012年（平成24年）12月16日：第46回衆議院議員総選挙、比例東北ブロックで4回目の当選。
- 2014年（平成26年）12月14日：第47回衆議院議員総選挙、比例東北ブロックで5回目の当選。
- 2017年（平成29年）10月22日：第48回衆議院議員総選挙、比例東北ブロックで6回目の当選。
- 2021年（令和3年）10月31日：第49回衆議院議員総選挙、比例東北ブロックで7回目の当選。
- 2024年（令和6年）10月27日：第50回衆議院議員総選挙、比例東北ブロックで落選。

## 所属団体・議員連盟
- 原発ゼロの会
- 日韓議員連盟
- 乳がん・子宮頸がん検診促進議員連盟

## 役職
- 党女性委員会副責任者
- 衆院厚生労働委員
- 衆院予算委員
- 衆院東日本大震災復興特別委員
- 党国会議員団厚生労働部会長
- 災害対策特別部会長